# Agnetha Fältskog
Agnetha Åse Fältskog (; n. 5 aprilie 1950, Jönköping, Suedia) este o cântăreață suedeză. Ea a atins prima dată succesul în Suedia după lansarea primului ei album, Agnetha Fältskog, în 1968, și a avut recunoaștere internațională ca membru al grupului pop ABBA care a vândut până astăzi peste 400 milioane albume în toată lumea, ocupând astfel locul 4 în lume din punct de vedere al albumelor vândute în toate timpurile și locul al doilea în lume în privința albumelor vândute de grupuri muzicale.

## Biografie
Agnetha (cunoscută ca Anna în câteva țări) Fältskog a fost prima din cele două fiice ale unui șef de magazin pe nume Knut Ingvar Fältskog (1922—1995) și al soției acestuia, Birgit Margareta Johansson (1923—1994). Ingvar Fältskog a arătat mult interes pentru muzică și  showbusiness, întrucât Birgit Fältskog a fost o femeie foarte calmă și devotată copiilor și familiei. Fältskog le-a invocat pe Connie Francis, Marianne Faithfull, Aretha Franklin și Lesley Gore drept cele mai mari influențe ale sale în domeniul muzical.
Agnetha Fältskog și-a scris primul cântec la vârsta de 6 ani, intitulat "Två små troll" ("Doi troli micuți"). În 1958, ea a început să ia lecții de pian, și de asemenea să cânte într-un cor local al bisericii. La începutul anilor 1960, ea a format un trio numit The Cambers, cu prietenele ei Lena Johansson și Elisabeth Strub. Ele au cântat la evenimente locale minore, dar în curând formația s-a dizolvat din cauza lipsei contractelor. La vârsta de 15 ani, Agnetha a decis să părăsească școala și să își dezvolte o carieră.

## Dezvoltarea carierei în Suedia (1966–1971)
Fältskog a lucrat ca telefonistă pentru o firmă de automobile și în aceeași perioadă cânta cu o formație locală condusă de Bernt Enghardt. Formația muzicală a devenit atât de populară încât ea a trebuit să aleagă între cariera de telefonistă și cariera muzicală. A continuat să cânte cu formația lui Bernt Enghardt încă doi ani. În același timp, Fältskog s-a despărțit de prietenul ei Björn Lilja; acest eveniment a inspirat-o să scrie o melodie care în curând a adus-o în vizorul mass media, "Jag var så kär". În acel timp, Karl Gerhard Lundkvist, o rudă a unui membru al formației, s-a retras din cariera rock pe care o avea și a debutat ca producător la Cupol Records. I-au trimis lui Enghardt o înregistrare demonstrativă a formației, dar Lundkvist s-a arătat interesat numai de Fältskog și cântecul ei. Ea se temea, deoarece el nu era interesat de formație și formația nu avea să fie inclusă în înregistrări. Oricum, ea a decis să accepte oferta, și a semnat un contract de înregistrare cu CBS Records.
Single-ul ul ei de debut, "Jag var så kär", scris de ea însăși, a fost lansat prin intermediul Cupol Records în 1967 și a ajuns în topurile suedeze pe 28 ianuarie 1968 și s-a vândut în peste 80.000 copii.

### Prima căsătorie și anii petrecuți alături de ABBA (1971–1982)
Fältskog l-a întâlnit pentru prima dată pe Björn Ulvaeus, membru al grupului Hootenanny Singers, în anul 1968. Relația ei cu Ulvaeus, și prietenia cu Anni-Frid Lyngstad și Benny Andersson, alături de care Ulvaeus compusese deja melodii, au dus în cele din urmă la formarea grupului ABBA. Fältskog și Ulvaeus s-au căsătorit în data de 6 iulie 1971, în satul Verum, cu Andersson cântând la orgă în timpul ceremoniei Primul lor copil, Linda Elin Ulvaeus, s-a născut în 23 februarie 1973, iar fiul lor Peter Christian Ulvaeus în 4 decembrie 1977 Cuplul a hotărât să se despartă la finalul anului 1978, iar Fältskog s-a mutat din locuința comună în seara de Crăciun, în 25 decembrie 1978. În  ianuarie 1979, cei doi au depus actele pentru divorț, finalizat în iunie 1980. Fältskog și Ulvaeus au fost de acord ca mariajul lor eșuat să nu le afecteze responsabilitățile în cadrul grupului ABBA. Eșecul mariajului lor l-a inspirat pe  Ulvaeus să scrie "The Winner Takes It All", unul din cele mai mari succese ale grupului ABBA.

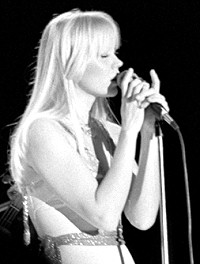
Fältskog în concertul de deschidere al turneului european al grupului ABBA (Oslo, 28 ianuarie 1977.)

În 1975, în perioada în care colega ei de trupă Anni-Frid Lyngstad înregistra, în suedeză, albumul Frida ensam, ajuns pe locul I în clasamente, Agnetha a înregistrat și produs albumul solo Elva kvinnor i ett hus. Ambele albume au fost înregistrate între sesiunile de înregistrări și promovarea albumelor ABBA  Waterloo și ABBA (albumul). Albumul lui  Fältskog a stat 53 de săptămâni în clasamentele suedeze, mai mult decât oricare dintre albumele ABBA, deși cel mai sus a ajuns doar pe poziția a unsprezecea. Conținea alte trei piese care au intrat în topurile suedeze: versiunea proprie, în limba suedeză, a piesei ABBA "SOS" (ajunsă pe locul 4 în clasamente); "Tack För En Underbar Vanlig Dag" și "Doktorn!". Cu excepția melodiei "SOS", toate celelalte cântece erau compuse de Fältskog, pe versurile lui Bosse Carlgren. Munca la album a debutat încă din 1972, când Fältskog a început să scrie cântecele, dar a fost întârziată de participarea la proiectul ABBA și de perioada de sarcină. În 1974 Fältskog și Carlgren au căzut de acord asupra unui concept pentru album; trebuia să fie alcătuit din 12 cântece, interpretate de 12 personaje feminine diferite, locuind în aceeași clădire de apartamente. Totuși, până la urmă, doar 11 cântece au ajuns pe album, iar conceptul nu a fost dus până la capăt.

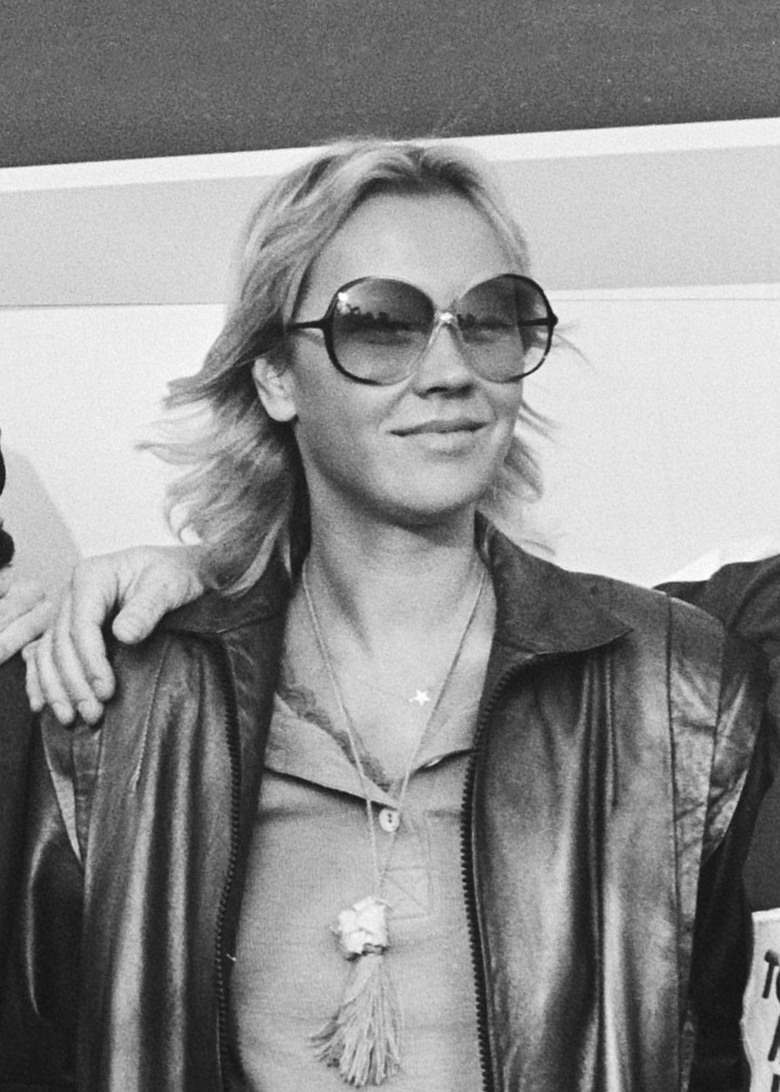
Agnetha în 1979

Între anii 1968 și 1980, Fältskog a avut 18 prezențe în topurile radio din Suedia, începând cu single-ul ei de debut "Jag Var Så Kär" în ianuarie 1968 (ajuns până pe locul I) și terminând cu "När Du Tar Mig I Din Famn" ("Când mă iei în brațe") de pe compilația Tio år med Agnetha, în ianuarie 1980 (ajuns și el pe prima poziție). Cele 18 piese, majoritatea compuse chiar de Fältskog, au rămas în total 139 de săptămâni în topuri, cel mai mare hit fiind piesa din 1970 "Om tårar vore guld" (locul I timp de 15 săptămâni). Fältskog a înregistrat, în limba suedeză, și albumul de Crăciun Nu tändas tusen juleljus, împreună cu fiica sa Linda, album ajuns până pe locul 6 în clasamentul vânzărilor în Suedia, în decembrie 1981. Tot legat de clasamente, Fältskog a avut cea mai de succes carieră solo dintre membrii trupei ABBA, atât înainte, cât și în timpul carierei internaționale a formației.
Fältskog a participat la Melodifestivalen din nou, însă doar ca și compozitoare. În 1981 ea a scris balada "Men Natten Är Vår" ("Noaptea ne aparține"), pe versurile lui Ingela Forsman, dar în loc să interpreteze cântecul în concurs ea însăși, l-a încredințat noului talent Kicki Moberg. Piesa a ocupat locul 9 din 10 piese participante. Înregistrarea cu Moberg a rămas până în prezent singura versiune oficială a cântecului. Single-ul, produs de Studiourile Polar, cu aceiași muzicieni care au participat la înregistrările ABBA, a fost completat cu versiunea în limba suedeză a cântecului "I'm Still Alive", numit în suedeză  "Här Är Mitt Liv" ("Asta e viața mea"), versiunea în limba engleză (pe versurile fostului soț, Björn Ulvaeus) o interpretase în timpul turneului mondial al grupului ABBA din 1979.
Fältskog a avut părți solo  în următoarele cântece ABBA: "Disillusion" (muzica scrisă de ea, versurile de Björn), "I Am Just a Girl", "Hasta Mañana", "Dance (While the Music Still Goes On)", "SOS", "I've Been Waiting for You", "When I Kissed the Teacher", "My Love, My Life", "Take a Chance on Me", "The Name of the Game", "Move On", "Thank You for the Music", "Chiquitita" ,"Lovelight", "As Good as New", "Kisses of Fire", "Dream World", Gimme! Gimme! Gimme! (A Man After Midnight)", "The Way Old Friends Do", "The Winner Takes It All", "Happy New Year", "Lay All Your Love on Me", "Head Over Heels", "One of Us", "Soldiers", "Slipping Through My Fingers", "Just Like That", "I Am the City", "Under Attack" and "The Day Before You Came", iar vocea ei se aude foarte clar în majoritatea pieselor ABBA.

### Cariera solo (1982–1989)
Deși nu s-a făcut nici un anunț oficial, ABBA s-a destrămat spre sfârșitul anului 1982. Tot atunci, Fältskog interpreta în duet cu cântărețul suedez Tomas Ledin (fost și backing vocalist pentru ABBA), cântecul numit "Never Again", care a ajuns în Top 5 în clasamentele din Suedia, Norvegia, Belgia și America de Sud. Cântecul a avut și o variantă în spaniolă intitulată "Ya Nunca Más". În vara aceluiași an, Fältskog a avut un rol principal în filmul suedez Raskenstam.
În mai 1983, Fältskog a scos primul album solo din perioada post-ABBA, Wrap Your Arms Around Me. Albumul a avut un succes modest în America de Nord și Australia, ajungând pe primele locuri ale clasamentelor doar în Europa: locul 1 în Suedia, Norvegia, Finlanda, Belgia și Danemarca (unde a fost cel mai bine vândut album al anului) și locul 18 în Marea Britanie. Albumul s-a vândut în 1,2 milioane exemplare în primul an. Două single-uri de pe acest album au devenit hituri în Europa: "The Heat Is On" a devenit Nr. 1 în Suedia, Danemarca, Norvegia, Finlanda, Belgia și Olanda, dar de abia a pătruns în topul britanic. În America de Nord, cântecul "Can't Shake Loose", lansat ca single principal, a atins poziția 29 în Billboard Hot 100 și  locul 23 în topul  canadian.
Următorul album de studio al lui Fältskog, Eyes of a Woman, produs de Eric Stewart de la 10cc, a fost lansat în martie 1985. "Ea se mulțumește să înfrumusețeze operele altor muritori, mai puțin cunoscuți, cu vocea ei imaculată, dulceagă" scria Barry McIlheney în revista Melody Maker. Albumul s-a vândut bine în unele părți ale Europei, ajungând până pe locul 2 în Suedia și în Top 20 în Norvegia și Belgia, dar a rămas în Top 40 al albumelor în Marea Britanie doar o săptămână. Albumul s-a vândut în total în 800000 exemplare. Single-ul principal, "I Won't Let You Go", s-a bucurat doar de un succes moderat în Europa și în Scandinavia: locul 6 în Suedia, 18 în Olanda și 24 în RFG. Single-ul a fost un eșec comercial în Marea Britanie (locul 84).
În 1986, Fältskog a înregistrat un alt duet, "The Way You Are", împreună cu cântărețul suedez Ola Håkansson, ajungând pe locul 1 în Suedia și Norvegia. La începutul anului 1987, Fältskog a înregistrat albumul "Kom följ med I vår karusell" (Vino cu mine în carusel), împreună cu fiul ei Christian. Albumul conținea cântece pentru copii, în limba suedeză. Pentru aceste album, Agnetha a înregistrat melodii alături de fiul ei și un cor de copii. A înregistrat câteva cântece și solo.  Producția aducea un aer proaspăt, de modernitate. Single-ul På Söndag a fost frecvent difuzat la radio și a ajuns și în top 10 în Suedia, lucru unic pentru un cântec creat pentru copii.
În vara anului 1987, Fältskog a călătorit în Malibu, California, pentru a înregistra cel de-al patrulea album solo (după ABBA), I Stand Alone, produs de Peter Cetera (ex-Chicago]]) și Bruce Gaitsch, care colaboraseră și la albumul Madonnei La Isla Bonita. Lansat în luna noiembrie a aceluiași an, I Stand Alone a avut puțin succes în Europa, cu excepția Suediei, unde a rămas 8 săptămâni pe locul I și a devenit cel mai bine vândut album al anului 1988. Mai mult de 200000 de copii au fost vândute în Scandinavia. Potrivit celor spuse de Hans Englund, șeful suedez al casei de discuri WEA, pe plan mondial s-au vândut mai mult de 500000 de exemplare. Rezultatele în afara Scandinaviei au fost mai puțin impresionante, albumul ajungând în Top 30 în Olanda, Top 50 în RFG și pe locul 72 în Marea Britanie.
Single-ul de pe acest album, "I Wasn't the One (Who Said Goodbye)", în care Fältskog cânta în duet cu Peter Cetera, a fost lansat mai întâi în America de Nord și a devenit al doilea ei single solo ajuns în Billboard Hot 100, ajungând până pe locul 93. Două cântece au fost înregistrate și în spaniolă, pentru piața latino-americană: "La Ultima Véz" ("Ultima oară") și "Yo No Fui Quién Dijo Adiós" ("Nu eu am spus adio)". Fältskog a refuzat să îl promoveze în showuri TV importante din fosta RFG, dar a făcut o călătorie de promovare la Londra, în februarie 1988, apărând la Terry Wogan Show.

### Absența din studiourile de înregistrări (1989–2004)
După lansarea albumului I stand alone, Fältskog s-a retras complet din viața publică și din studiourile de înregistrări.
În 1990, Fältskog s-a căsătorit cu chirurgul suedez Tomas Sonnenfeld. Au divorțat în 1993. A mai avut o relație de „prietenie” de doi ani (neconfirmată), cu olandezul Gert van der Graaf, la sfârșitul anilor '90. După ce Fältskog a hotărât să încheie relația, el a hărțuit-o, ca urmare tribunalul a emis pe numele lui van der Graaf un ordin de restricție. A fost arestat în 2003 și i s-a interzis intrarea în Suedia. În 2005 ordinul de deportare din Suedia a expirat și, după câteva luni, van der Graaf a fost observat din nou lângă proprietatea lui Fältskog din Ekerö..
În 1996, autobiografia ei, Som jag är, a fost publicată în limba suedeză (iar anul următor și în engleză, sub titlul As I Am), urmată de câteva CD-uri compilație ale înregistrărilor sale în suedeză și engleză, inclusiv unul intitulat My Love, My Life pentru care chiar Agnetha a ales melodiile. Autobiografia a fost bine primită de fani, însă recenziile criticilor au fost proaste. O versiune actualizată a apărut în 1998, în editura Virgin, vândută în circa 50000 de exemplare.

### Revenirea în viața muzicală și aparițiile publice (2004–până în prezent)

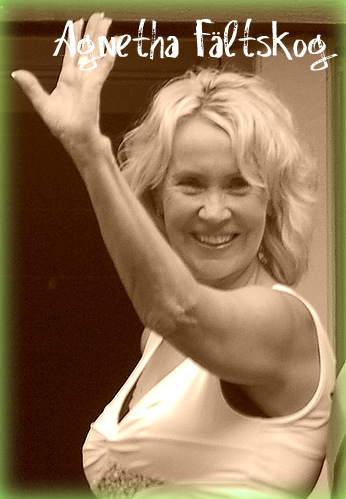
Fältskog în 2008

În aprilie 2004, Fältskog a scos un nou single, "If I Thought You'd Ever Change Your Mind" (un cover al unui cântec înregistrat de Cilla Black). A ajuns pe locul 2 în Suedia, 11 în Marea Britanie, în Top 20 în Olanda și Danemarca. O săptămână mai târziu a fost lansat albumul My Colouring Book, o colecție de  coveruri după piese de succes din anii '60. Albumul a ajuns pe primul loc în clasamentele din Suedia, a intrat în Top 5 în Finlanda și în Danemarca, a ajuns până pe poziția a 6-a în Germania și locul 12 în Regatul Unit Cântecul ce dă titlul albumului, "My Colouring Book", este un cover după o piesă a lui Dusty Springfield. The Observer sugera că "trecerea timpului nu a alterat vocea ei perfectă."
În recenzia albumului în ziarul The Guardian, Caroline Sullivan scria: "Agnetha Fältskog are o vulnerabilitate care o face să intre în pielea oricărui personaj. Poate că trișează puțin neincluzând pe acest album nici un material original, dar dacă cineva poate să ajungă la inima publicului cu piesa "Sealed with a Kiss", ea este aceea. Sentimentalitatea exacerbată, ni le evocă pe Cilla Black și Sandie Shaw, cu minijupurile lor ceremonioase, și nu spun asta peiorativ." Albumul a atras atenția mass-mediei din Europa, dar Fältskog a refuzat cu obstinență să fie impicată în promovarea albumului (incluzând și aparițiile  personale) limitându-și expunerea publică la câteva scurte interviuri în presă, câteva materiale video și o emisiune de televiziune în limba suedeză. Chiar și așa, albumul s-a vândut pe plan mondial în 500000 exemplare, dintre care 50000 doar în Marea Britanie. Albumul a ocupat locul 10 în topul celor mai bine vândute albume în anul 2004, în Suedia.
Un al doilea single de pe acest album, "When You Walk in the Room", a ajuns pe locul 11 in Suedia și pe locul 34 în topul britanic (cea mai înaltă poziție pentru un single al ei în U.K. în anii '80). Piesa care trebuia să fie al treilea single "Sometimes When I'm Dreaming", în varianta originală înregistrată de Art Garfunkel, nu a mai fost lansată. Producătorul Jorgen Elofson a spus, în ajunul lansării lui 'A' (albumul Agnethei din 2013), că albumul My Colouring Book se vânduse până atunci, pe plan mondial, în aproape un milion de exemplare.
La scurt timp după lansarea acestui album, pentru semifinala concursului Eurovision Song Contest, de la Istanbul, la 30 de ani după ce ABBA  câștigase ediția organizată la Brighton (1974), Fältskog a avut o scurtă apariție într-un material video realizat pentru pauza concursului și intitulat "Our Last Video." Fiecare dintre cei patru membri ai grupului a avut scurte apariții, alături de alte vedete cum ar fi Cher și Rik Mayall. S-a spus că a fost prima dată când cei patru au lucrat împreună după despărțirea grupului. De fapt, în timp ce Björn și  Benny au filmat împreună niște roluri mai extinse, Frida și Agnetha au fost filmate separat pentru o apariție foarte scurtă, iar apoi materialul video a fost editat pentru ca ele să apară împreună.
În 2004, Fältskog a fost nominalizată la categoria Cel mai bun artist nordic la  Nordic Music Awards, iar de Crăciun, în același an, a dat un amplu interviu (primul după mulți ani) televiziunii suedeze. Cam în același timp, Sony Music a lansat pe piață un set de 6 CDuri, cuprinzând o mare parte din cariera solo, mai ales din perioada pre-ABBA și cele cinci albume solo originale: 1968, 1969, 1970, 1971 și 1975.
În ianuarie 2007, Fältskog a apărut la ultima reprezentație a musicalului Mamma Mia!, în Stockholm (așa cum o făcuse și la premiera din 2005). Împreună cu fostul soț și coleg de trupă, Björn Ulvaeus, ea a apărut pe scenă și la petrecerea de după spectacol, ținută la Grand Hotel din Stockholm.
În octombrie 2008, un nou album compilație, My Very Best, a fost lansat pe piață în Suedia. Dublul CD conținea atât melodii în suedeză (CD-ul 1) cât și în engleză (CD-ul 2), din întreaga ei carieră solo, între 1967 și 2004. A intrat cu succes în topul suedez al albumelor, pe locul 4 și a primit Discul de aur în prima săptămână de la lansare.
În 4 iulie 2008, Fältskog s-a alăturat foștilor colegi Anni-Frid Lyngstad, Björn Ulvaeus și Benny Andersson la premiera suedeză a versiunii cinematografice a musicalului Mamma Mia, ținută la Rival Theatre, în Mariatorget, Stockholm. Fältskog a sosit împreună cu Lyngstad și vedeta de cinema Meryl Streep, cele trei dansând în fața a mii de fani, înainte de a se alătura celorlalte vedete din film și lui Andersson și Ulvaeus, în balconul hotelului, pentru prima fotografie făcută împreună de toți cei patru membri ABBA după 22 de ani.
În ianuarie 2009, Fältskog a apărut pe scenă alături de Lyngstad la Premiile Rockbjörnen, în Suedia, pentru a primi un premiu pentru întreaga activitate în cadrul grupului ABBA, dând și un scurt interviu.
În februarie 2010, ABBA World, o expoziție de mari dimensiuni, care a costat milioane de lire sterline, a fost deschisă la Earls Court în Londra, incluzând și un lung interviu cu Fältskog, filmat în Suedia, în vara anului care trecuse. Pentru lansarea expoziției în Melbourne, ea a înregistrat un film de deschidere amuzant, împreună cu fostul coleg de la ABBA, Benny Andersson; filmarea a vut loc în Stockholm în iunie 2010.

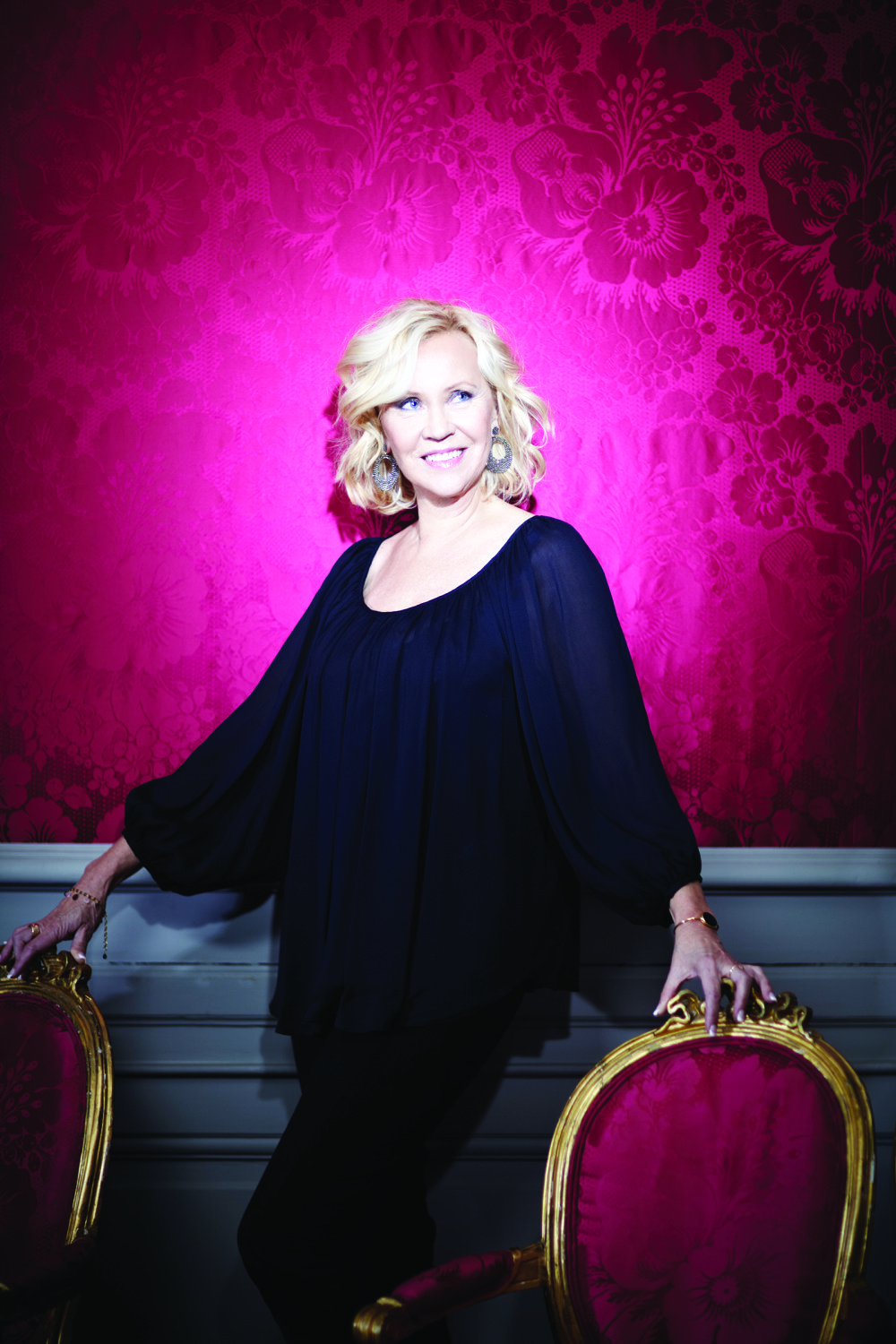
Agnetha Fältskog, Stockholm, 2013

În octombrie 2010, Fältskog a participat la premiera musicalului Mamma Mia!, în Danemarca, alături de fostul soț Ulvaeus.
În decembrie același an, Agnetha a oferit un lung interviu revistei 'M' din Suedia. Acest interviu a inclus și o nouă sesiune oficială de fotografii, prima de la 'My Colouring Book' în 2004/5.
În mai 2013, Fältskog a scos un nou album intitulat "A", produs de Jörgen Elofsson și Peter Nordahl. În Marea Britanie, primul single "When You Really Loved Someone", fusese lansat pe piață în data de 11 martie, materialul video fiind lansat în aceeași zi. În Germania, primul single a fost "The One Who Loves You Now" și a putut fi descărcat tot începând din data de 11 martie 2013. Albumul include un duet cu Gary Barlow de la Take That, numit "I Should've Followed You Home". În iunie 2013, oficiali de la Universal Records, Olanda, au dezvăluit că 600000 de exemplare din albumul 'A' au fost vândute în primele două luni de la lansarea acestuia pe piață. Albumul a ajuns în Top 10 in Suedia, Norvegia, Danemarca, Germania, Elveția, Olanda, Regatul Unit, Belgia, Austria, Noua Zeelandă și Australia și în Top 20 in Finlanda și Irlanda. Primul single de pe albumul "A", lansat în SUA, în 28 mai 2013, a fost Dance Your Pain Away. Lansarea single-ului "Dance Your Pain Away" pe plan internațional a avut loc în data de 15 iulie 2013.
În 17 mai 2013, lui Fältskog i-a fost conferit Premiul memorial Kai Gullmar 2013, la petrecerea ocazionată de lansarea albumului "A" la Stockholm.
În 12 noiembrie 2013 Fältskog a cântat live, pe scenă, la BBC, pentru prima dată după 25 de ani, la concertul Children in Need Rocks 2013; a cântat în duet alături de Gary Barlow, organizatorul evenimentului.
Agnetha Fältskog a câștigat și trofeul Best Female Album – la a 6-a ediție a Premiilor Scandipop, în 2014 – și a fost nominalizată pentru Premiile germane ECHO 2014, la categoria Artist Rock/Pop Internațional. În 2015 albumul  "A" încă reușește să impresioneze în topuri de fiecare dată când programul de la BBC este reluat. Numărul de albume vândute depășește acum cifra de un milion.

## Filmografie
| An   | Titlu                                       | Rol          | Note              |
| ---- | ------------------------------------------- | ------------ | ----------------- |
| 1977 | ABBA: The Movie                             | Ea însăși    |                   |
| 1982 | Nöjesmaskinen                               | Ea însăși    | (oaspete special) |
| 1983 | Casanova of Sweden also known as Raskenstam | Lisa Mattson |                   |